# 伊予立花站
伊予立花站（日语：／ Iyotachibana eki */?）是位於日本愛媛縣松山市的鐵路車站，隸屬於伊予鐵道（伊予鐵），車站編號為IY12，為定點時間表內的列車交換站。其站名採用了舊令制國「伊予」的名稱，但是卻採用了平假名寫法，而非一般採用的漢字寫法，也成為伊予鐵各車站中，唯一採用令制國入名的車站名。而在車站內的部份舊式指示牌，仍然保留著「立花站」的寫法，這也成為了車站不成文的簡稱。
過往曾作為轉乘森松線的轉車站，隨森松線於1965年取消，有關月台亦已被拆除。

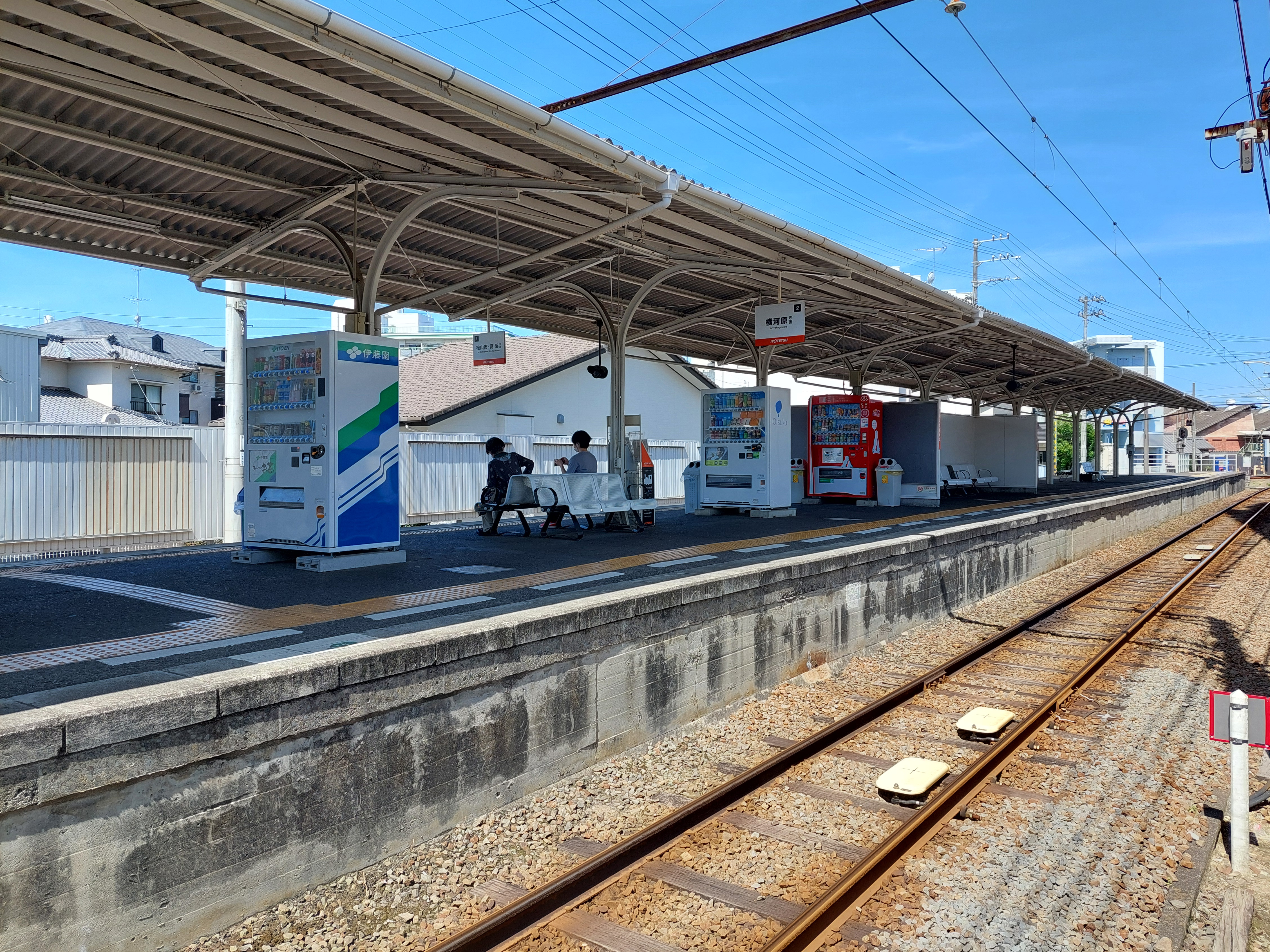
月台（2024年5月）

## 車站結構
現時以簡易車站運作，採用與北久米站、山西站及土居田站相同的設計，兩層高的小站舍建於月台末端，上層為職員專用部份，下層為站務室、儲物室及洗手間，通過站務室前的IC咭感應器後，便直接進入月台範圍。過往森松線仍然運作時，設有單層站舍一座，位於現時「立花站前」停車站旁，廢線後相關站舍已被拆掉，改成為一般住宅。
設有島式月台1座，提供1面2線的配置，有效長度為4輛，下行月台末端部份則略為增長。列車採用一般左側入站方式，當中向福音寺站方向採用Y型轉轍器，向石手川公園站方向為左邊側線進入型。
隨著車站改善工程，原來只設有梯級上落，但已於站舍左前方加裝了無障礙斜道。設施上亦多集中於出入口旁，設有候車座位，自動售賣機及約3節車廂長度的月台上蓋。

### 月台配置
| 月台                                           | 路線      | 方向 | 目的地                        |
| ---------------------------------------------- | --------- | ---- | ----------------------------- |
| 東北側 （前伊予鐵立花大廈側 ／立花站前巴士站） | ■横河原線 | 下行 | 横河原方向                    |
| 西南側                                         | ■横河原線 | 上行 | 松山市、直通■高濱線往高濱方向 |

## 歷史
- 1893年5月7日：開業，稱為「立花站」。
- 1896年1月26日：森松線開業，轉車站時代開始。
- 1927年3月1日：站名改稱為「伊予立花站」。
- 1965年12月1日：森松線廢線，轉車站功能結束。
- 1980年代前期：改用稱呼。
- 2025年3月18日：伊予鐵內所有郊外鐵道線均可使用ICOCA及全國交通系IC卡[3][4][5]。

## 軼事
本站的月台上蓋支撐部件及基座，乃採用已棄用的路軌所搭建而成，在北久米站及平井站亦能找到。

## 相鄰車站
伊予鐵道
■ 橫河原線
石手川公園（IY11）－伊予立花（IY12）－福音寺（IY13）

## 外部連結
- 伊予鐵道伊予立花站公式網頁。 （页面存档备份，存于）（日語）